# Boivre
Die Boivre ist ein Fluss in Frankreich, der in der Region Nouvelle-Aquitaine verläuft. Sie entspringt im Gemeindegebiet von Vasles, entwässert in generell östlicher Richtung und mündet nach rund 46 Kilometern im Stadtgebiet von Poitiers als linker Nebenfluss in den Clain. 
Auf ihrem Weg durchquert die Boivre die Départements Deux-Sèvres und Vienne.

## Orte am Fluss
- Vasles
- Benassay
- Lavausseau
- La Chapelle-Montreuil
- Montreuil-Bonnin
- Béruges
- Vouneuil-sous-Biard
- Biard
- Poitiers

## Sehenswürdigkeiten
- Kloster Le Pin in der Gemeinde Béruges